# NGC 5907
NGC 5907 је спирална галаксија у сазвежђу Змај која се налази на NGC листи објеката дубоког неба.
Деклинација објекта је + 56° 19' 49" а ректасцензија 15h 15m 53,8s. Привидна величина (магнитуда) објекта NGC 5907 износи 10,4 а фотографска магнитуда 11,1. Налази се на удаљености од 17,100 милиона парсека од Сунца. NGC 5907 је још познат и под ознакама UGC 9801, MCG 9-25-40, IRAS 15146+5629, CGCG 274-38, CGCG 297-10, FGC 1875, PGC 54470.